# 바이펀야오역
바이펀야오역(중국어: 白盆窑站)은 중화인민공화국 베이징시 펑타이구 화샹 지구 바이펀야오 마을의 판양로·류촨로 교차로에 위치한 베이징 지하철 팡산선의 지하철역이다.

## 역사
이 역은 계획 단계에서 "판양루역"(樊羊路站)이라고 불렸다. 2020년 8월, 베이징시 계획천연자원위원회는 팡산선 북쪽 연장에 대한 명명 계획을 제안하고, 이 역의 역명을 "바이펀야오역"으로 명명할 계획을 수립했다. 2020년 10월 28일에 바이펀야오역으로 역명이 변경되어 확정되었다.
이 역은 계획 단계에서 "시환루역"(四环路站)이라고 불렸다. 2020년 8월, 베이징시 계획천연자원위원회는 팡산선 북쪽 연장에 대한 명명 계획을 제안하고, 이 역의 공식 역명에 대한 두 가지 계획, 즉 화샹둥차오역과 황투강역(黄土岗站)을 제안하였다. 2020년 10월 28일에 화샹둥차오역으로 역명이 변경되어 확정되었다.
이 역이 개통되었을 당시에는 남4환로의 남쪽에만 출입구가 있었다. 2021년 12월 10일 첫 열차부터 남4환로 북쪽에 위치한 이 역의 A2 출입구가 개통되었다.

## 역 구조

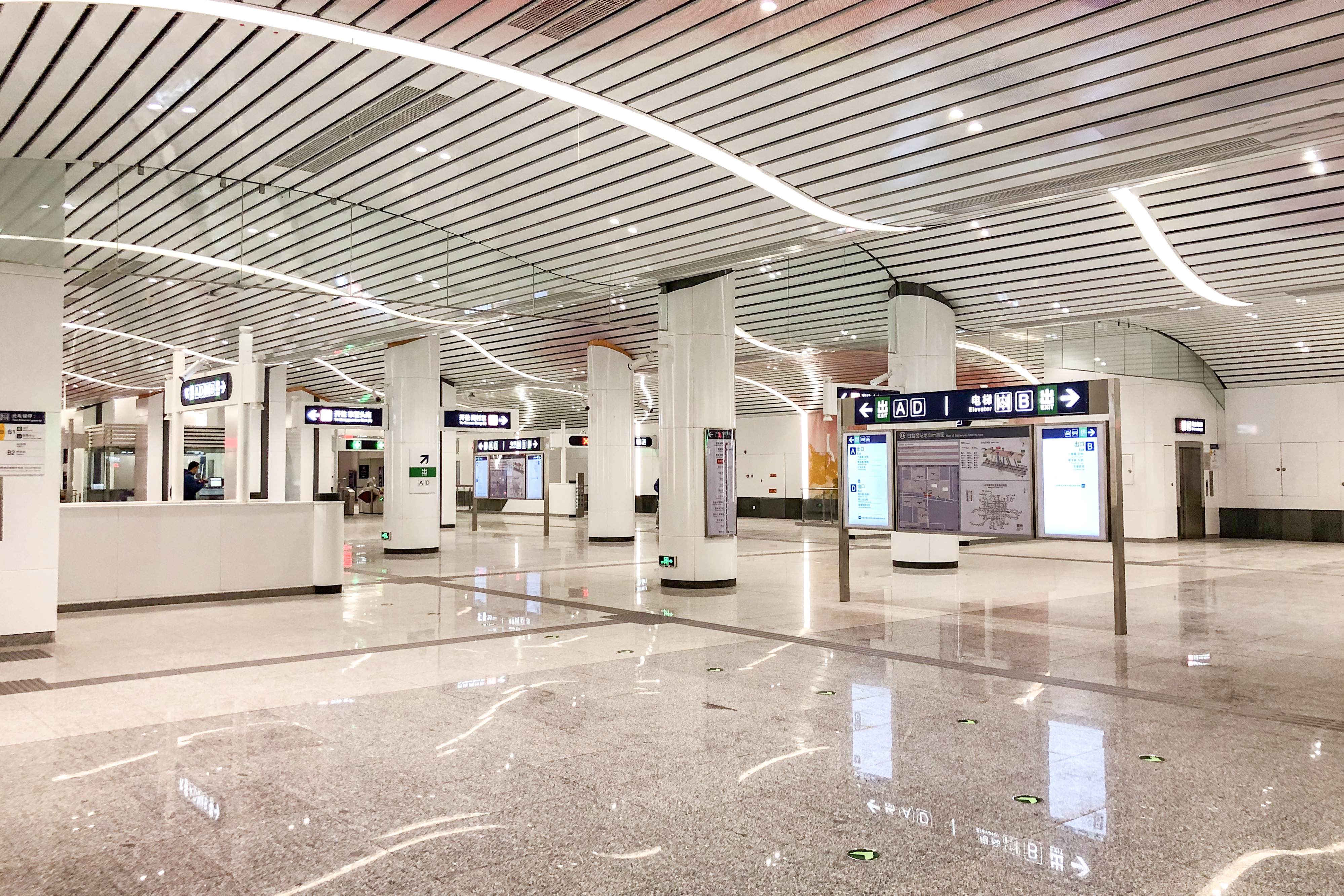
대합실 (2021년 1월 촬영)

이 역은 지하 2층 2면 2선 상대식 승강장으로 설계된 역이다.

### 층별 구조
| 지면층             | 가도                                | A-D출입구                            |
| 지하 1층 대합실 층 | 대합실                              | 고객센터, 출입 게이트                |
| 지하 2층 승강장    | 상대식 승강장, 오른쪽 출입문이 열림 | 상대식 승강장, 오른쪽 출입문이 열림  |
| 지하 2층 승강장    | ←                                   | ■ 팡산선 둥관터우난 방면(화샹둥차오) |
| 지하 2층 승강장    | →                                   | ■ 팡산선 옌춘 동 방면(궈궁좡)        |
| 지하 2층 승강장    | 상대식 승강장, 오른쪽 출입문이 열림 |                                      |

## 출입구
|                         |                                          |                                           |      |             |
| 출구                    | 지시                                     | 출구 인근                                 | 사진 | 무장애 시설 |
| 出口 · A                | 류촨로(六圈路) 북측                      | 이청톈쭈(亿城天筑)                        |      | 빈칸        |
| 出口 · B                | 류촨로(六圈路) 북측, 판양로(樊羊路) 동측 | 서우카이룬자위안(首开华润家园)            |      |             |
| 出口 · D                | 판양로(樊羊路) 서측                      | 궈궁좡 행복 가원 동구(郭公庄幸福家园东区) |      | 빈칸        |
| 아이콘 설명: 엘리베이터 |                                          |                                           |      |             |